# Olympische Sommerspiele 2024/Fußball/Qualifikation
Für die olympischen Fußballturniere 2024 konnten sich bei den Männern 16 und bei den Frauen 12 Mannschaften qualifizieren. Die Kriterien für Qualifikation wurden am 8. Juli 2022 bekanntgegeben.

## Übersicht
| Nation                  | Männer | Frauen | Quotenplätze |
| ----------------------- | ------ | ------ | ------------ |
| Ägypten                 | X      |        | 1            |
| Argentinien             | X      |        | 1            |
| Australien              |        | X      | 1            |
| Brasilien               |        | X      | 1            |
| Deutschland             |        | X      | 1            |
| Dominikanische Republik | X      |        | 1            |
| Frankreich              | X      | X      | 2            |
| Guinea                  | X      |        | 1            |
| Irak                    | X      |        | 1            |
| Israel                  | X      |        | 1            |
| Japan                   | X      | X      | 2            |
| Kanada                  |        | X      | 1            |
| Kolumbien               |        | X      | 1            |
| Mali                    | X      |        | 1            |
| Marokko                 | X      |        | 1            |
| Neuseeland              | X      | X      | 2            |
| Nigeria                 |        | X      | 1            |
| Paraguay                | X      |        | 1            |
| Sambia                  |        | X      | 1            |
| Spanien                 | X      | X      | 2            |
| Ukraine                 | X      |        | 1            |
| Usbekistan              | X      |        | 1            |
| Vereinigte Staaten      | X      | X      | 2            |
| Gesamt: 23 NOKs         | 16     | 12     | 28           |

## Männer
Auch bei den Olympischen Sommerspielen 2024 gibt es im Männerturnier eine Altersbeschränkung. Es dürfen nur Spieler, die am oder nach dem 1. Januar 2001 geboren sind, in Qualifikationsspielen teilnehmen. Zudem dürfen maximal drei Spieler, die vor dem Stichtag geboren sind, im Kader für das olympische Turnier stehen und eingesetzt werden.

### Qualifizierte Mannschaften
| Qualifikationswettbewerb           | Datum                          | Ort                        | Plätze | Qualifizierte Teams     |
| ---------------------------------- | ------------------------------ | -------------------------- | ------ | ----------------------- |
| Gastgeber – durch IOC-Vergabe 2017 | 13. September 2017             | Lima                       | 1      | Frankreich              |
| U-21-Europameisterschaft 2023      | 21. Juni – 8. Juli 2023        | Rumänien Georgien          | 3      | Spanien                 |
| U-21-Europameisterschaft 2023      | 21. Juni – 8. Juli 2023        | Rumänien Georgien          | 3      | Israel                  |
| U-21-Europameisterschaft 2023      | 21. Juni – 8. Juli 2023        | Rumänien Georgien          | 3      | Ukraine                 |
| Qualifikationsturnier Ozeanien     | 27. August – 9. September 2023 | Neuseeland                 | 1      | Neuseeland              |
| U-23-Afrika-Cup 2023               | 24. Juni – 8. Juli 2023        | Marokko                    | 3      | Marokko                 |
| U-23-Afrika-Cup 2023               | 24. Juni – 8. Juli 2023        | Marokko                    | 3      | Ägypten                 |
| U-23-Afrika-Cup 2023               | 24. Juni – 8. Juli 2023        | Marokko                    | 3      | Mali                    |
| U-23-Asienmeisterschaft 2024       | 15. April – 3. Mai 2024        | Katar                      | 3      | Usbekistan              |
| U-23-Asienmeisterschaft 2024       | 15. April – 3. Mai 2024        | Katar                      | 3      | Japan                   |
| U-23-Asienmeisterschaft 2024       | 15. April – 3. Mai 2024        | Katar                      | 3      | Irak                    |
| CONMEBOL Pre-Olympic Tournament    | 20. Januar – 11. Februar 2024  | Venezuela                  | 2      | Paraguay                |
| CONMEBOL Pre-Olympic Tournament    | 20. Januar – 11. Februar 2024  | Venezuela                  | 2      | Argentinien             |
| CONCACAF U-20 Championship 2022    | 18. Juni – 4. Juli 2022        | Honduras                   | 2      | Dominikanische Republik |
| CONCACAF U-20 Championship 2022    | 18. Juni – 4. Juli 2022        | Honduras                   | 2      | Vereinigte Staaten      |
| Interkontinentales Play-off        | 9. Mai 2024                    | Clairefontaine-en-Yvelines | 1      | Guinea                  |
| Gesamt                             | Gesamt                         | Gesamt                     | 16     | 16                      |

### Asien
Die Mitglieder des asiatischen Verbandes AFC ermittelten bei der U-23-Asienmeisterschaft drei ihre Teilnehmer. Die drei bestplatzierten Mannschaften werden sich für das olympische Turnier qualifizieren. Eine vierte Mannschaft erhält die Chance, sich über ein interkontinentales Play-off-Spiel gegen einen afrikanischen Vertreter noch für die Olympischen Sommerspiele zu qualifizieren.

### Afrika
Für den afrikanischen Verband CAF soll der U-23-Afrika-Cup in Marokko maßgeblich sein, der vom 2. bis zum 26. November 2023 stattfinden soll. Dabei werden sich drei Mannschaften qualifizieren. Ein viertes Team bestreitet ein interkontinentales Play-off-Spiel gegen einen Vertreter aus Asien.

### Europa
Das Qualifikationsturnier der UEFA war die U-21-Europameisterschaft vom 9. Juni bis zum 2. Juli 2023 in Rumänien und Georgien, an der 16 Mannschaften teilnahmen. Es wurden drei Mannschaften ermittelt, die neben Gastgeber Frankreich für Europa teilnehmen dürfen. Es qualifizierten sich drei Halbfinalisten der U21-Endrunde (ausgenommen England, weil nur Großbritannien an Olympischen Spielen teilnehmen darf).
| Mannschaft | Qualifiziert am |
| ---------- | --------------- |
| Frankreich | 13. Sep. 2017   |
| Israel     | 1. Juli 2023    |
| Spanien    | 1. Juli 2023    |
| Ukraine    | 2. Juli 2023    |

### Nord- und Zentralamerika
Aus dem nord- und zentralamerikanischen Verband CONCACAF qualifizierten sich zwei Mannschaften über die U-20-Kontinentalmeisterschaft, die vom 18. Juni bis 2. Juli 2022 in Honduras ausgetragen wurde. Dabei konnten die Dominikanische Republik und die Vereinigten Staaten sich qualifizieren.

### Ozeanien
Der ozeanische Verbandes OFC wurde bei einem sieben Mannschaften umfassenden Qualifikationsturnier vom 27. August bis 9. September 2023 in Neuseeland ausgetragen. Als Sieger ging die Mannschaft der Gastgebernation Neuseeland hervor.

### Südamerika
Der südamerikanische Verband CONMEBOL ermittelte seine zwei Plätze für das olympische Turnier beim Pre-Olympic Tournament, das vom 20. Januar – 11. Februar 2024 in Venezuela ausgetragen wurde.

## Frauen

### Qualifizierte Mannschaften
| Qualifikationswettbewerb            | Datum                            | Ort          | Plätze | Qualifizierte Teams |
| ----------------------------------- | -------------------------------- | ------------ | ------ | ------------------- |
| Gastgeber                           | 13. September 2017               | Lima         | 1      | Frankreich          |
| Südamerikameisterschaft 2022        | 8. – 30. Juli 2022               | Kolumbien    | 2      | Brasilien           |
| Südamerikameisterschaft 2022        | 8. – 30. Juli 2022               | Kolumbien    | 2      | Kolumbien           |
| OFC-Olympiaqualifikation 2024       | 7. – 19. Februar 2024            | Samoa        | 1      | Neuseeland          |
| UEFA Women’s Nations League 2023/24 | 21. – 28. Februar 2024           | mehrere Orte | 2      | Spanien             |
| UEFA Women’s Nations League 2023/24 | 21. – 28. Februar 2024           | mehrere Orte | 2      | Deutschland         |
| CONCACAF W Championship 2022        | 4. – 18. Juli 2022               | Mexiko       | 1      | Vereinigte Staaten  |
| CONCACAF-Play-off                   | 22. – 26. September 2023         | mehrere Orte | 1      | Kanada              |
| Asiatisches Qualifikationsturnier   | 1. April 2023 – 28. Februar 2024 | mehrere Orte | 2      | Australien          |
| Asiatisches Qualifikationsturnier   | 1. April 2023 – 28. Februar 2024 | mehrere Orte | 2      | Japan               |
| Afrikanisches Qualifikationsturnier | 10. Juli 2023 – 9. April 2024    | mehrere Orte | 2      | Sambia              |
| Afrikanisches Qualifikationsturnier | 10. Juli 2023 – 9. April 2024    | mehrere Orte | 2      | Nigeria             |
| Gesamt                              | Gesamt                           | Gesamt       | 12     | 12                  |

### Asien
Aus dem asiatischen Verband AFC konnten sich zwei Mannschaften qualifizieren, an den Olympischen Sommerspielen teilzunehmen.
| Mannschaft | Qualifiziert am  |
| ---------- | ---------------- |
| Australien | 28. Februar 2024 |
| Japan      | 28. Februar 2024 |

### Afrika
Dem afrikanischen Verbandes CAF standen zwei Startplätze zu, die in einem Qualifikationsturnier ermittelt wurden.

### Europa
Aus dem europäischen Verband UEFA konnten sich zwei Mannschaften qualifizieren, um neben Gastgeber Frankreich an den Olympischen Sommerspielen teilzunehmen.
| Mannschaft  | Qualifiziert am    |
| ----------- | ------------------ |
| Frankreich  | 13. September 2017 |
| Spanien     | 23. Februar 2024   |
| Deutschland | 28. Februar 2024   |

### Nord- und Zentralamerika
Die Vereinigten Staaten wurden als Vertreter des nord- und mittelamerikanischen Verbands CONCACAF bei den Kontinentalmeisterschaften im Sommer 2022 ermittelt. Ein weiterer Platz wurde über ein Play-off im September 2023 vergeben.
| Mannschaft          | Qualifiziert am    |
| ------------------- | ------------------ |
| Vereinigten Staaten | 18. Juli 2022      |
| Kanada              | 27. September 2023 |

### Ozeanien
Der dem ozeanischen Verband OFC zustehende Quotenplatz wurde an einem Qualifikationsturnier in Samoa vergeben.
| Mannschaft | Qualifiziert am  |
| ---------- | ---------------- |
| Neuseeland | 19. Februar 2024 |

### Südamerika
Bei der Südamerikameisterschaft der Frauen 2022 in Kolumbien wurden die beiden Startplätze des südamerikanischen Verbandes CONMEBOL ausgespielt.
| Mannschaft | Qualifiziert am |
| ---------- | --------------- |
| Brasilien  | 30. Juli 2022   |
| Kolumbien  | 30. Juli 2022   |